# 町田公雄
町田 公雄（まちだ ひさお、1951年3月5日 - ）は、千葉県出身の元プロ野球選手（外野手）。

## 来歴・人物
銚子商では1968年の春の甲子園に出場、準々決勝に進出するが倉敷工に敗退。同年夏の県大会でも決勝に進むが、千葉商に敗れ甲子園出場を逸する。高校の同期生に市原明、杉山茂がいる。
卒業後は日本石油に進み、1969年から都市対抗野球大会の常連として活躍。1971年の同大会ではチームの準々決勝進出に貢献。1972年の日本産業対抗野球大会は五月女豊の好投もあって勝ち進み、決勝で鐘淵化学を降しチームの初優勝に貢献、優秀選手に選出された。この時のチームメイトに秋元国武、磯部史雄らがいた。1973年の産業対抗は準決勝で熊谷組に敗退。同年の第10回アジア野球選手権大会の日本代表となる。
1974年のドラフト5位で阪神タイガースに入団。1976年に一軍に上がり、6月には左翼手、八番打者として初先発、同年は12試合に先発出場を果たす。翌1977年には46試合に出場したものの、1978年は出場機会がなく、将来を考えて自身の意向により同年限りで退団した。社会人屈指の強打者として期待されたが、守備が課題で代打としての起用が多かった。若菜嘉晴の前に、背番号39をつけていた選手である。

## 詳細情報

### 年度別打撃成績
| 年 度     | 球 団     | 試 合 | 打 席 | 打 数 | 得 点 | 安 打 | 二 塁 打 | 三 塁 打 | 本 塁 打 | 塁 打 | 打 点 | 盗 塁 | 盗 塁 死 | 犠 打 | 犠 飛 | 四 球 | 敬 遠 | 死 球 | 三 振 | 併 殺 打 | 打 率 | 出 塁 率 | 長 打 率 | O P S |
| --------- | --------- | ----- | ----- | ----- | ----- | ----- | -------- | -------- | -------- | ----- | ----- | ----- | -------- | ----- | ----- | ----- | ----- | ----- | ----- | -------- | ----- | -------- | -------- | ----- |
| 1976      | 阪神      | 39    | 59    | 54    | 3     | 10    | 2        | 0        | 0        | 12    | 1     | 1     | 1        | 0     | 1     | 4     | 0     | 0     | 9     | 2        | .185  | .237     | .222     | .460  |
| 1977      | 阪神      | 46    | 47    | 45    | 7     | 10    | 4        | 0        | 1        | 17    | 2     | 1     | 0        | 0     | 0     | 1     | 0     | 1     | 12    | 1        | .222  | .255     | .378     | .633  |
| 通算：2年 | 通算：2年 | 85    | 106   | 99    | 10    | 20    | 6        | 0        | 1        | 29    | 3     | 2     | 1        | 0     | 1     | 5     | 0     | 1     | 21    | 3        | .202  | .245     | .293     | .538  |

### 背番号
- 39 （1975年 - 1978年）